# Högtidsdräkt

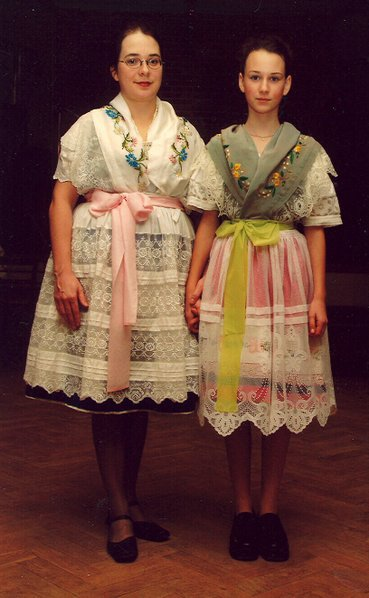
Folkdräkt är en form av högtidsdräkt, här av sorbiskt snitt.

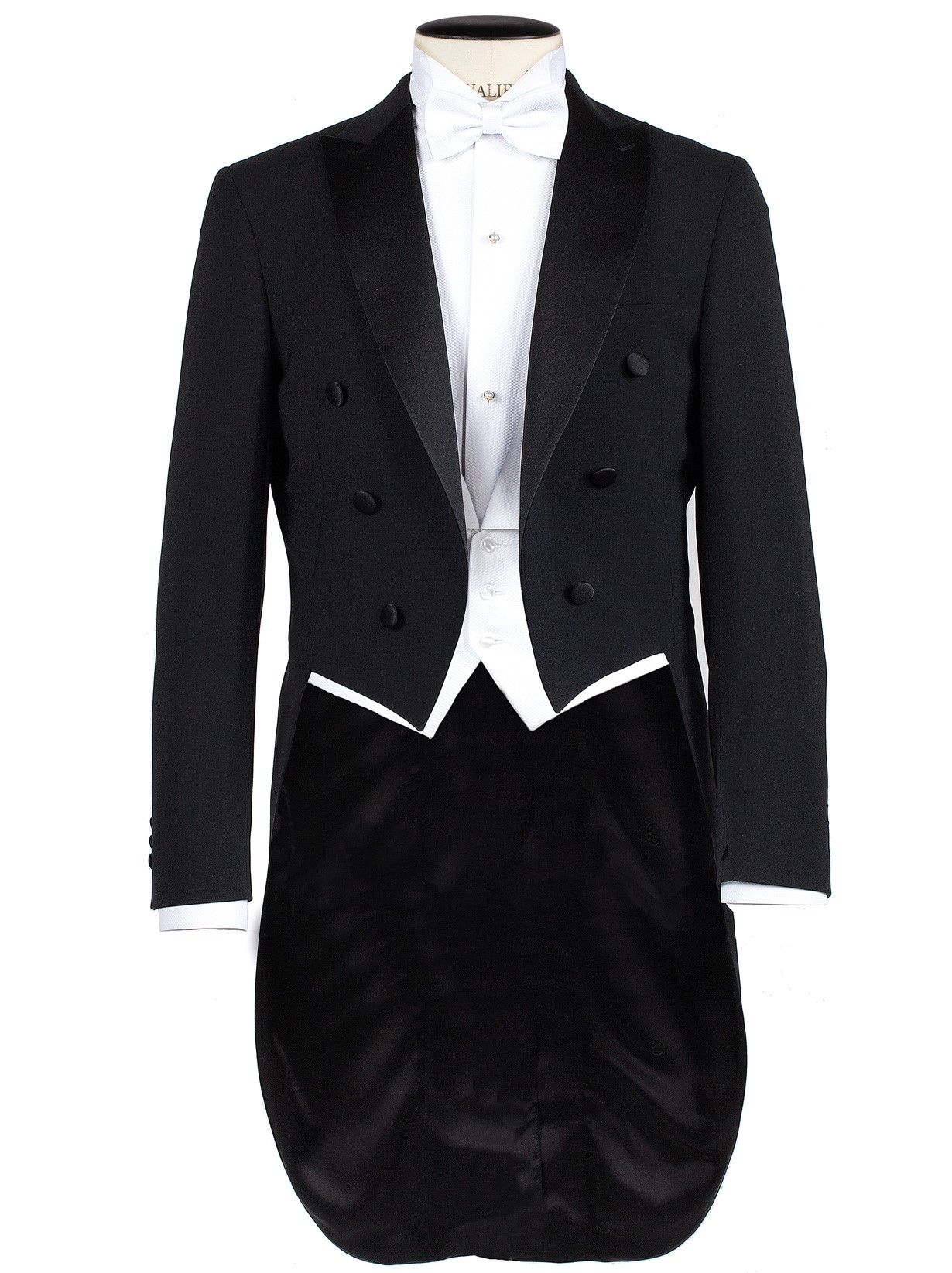
Frack enligt klädkoden "högtidsdräkt" eller "civil högtidsdräkt".

Högtidsdräkt är en nivå av klädsel som innebär något av följande:
- frack för herrar och balklänning för damer
- militär högtidsuniform (mässdräkt)
- högtidlig folkdräkt.
- Prästrock (kaftan).[2][3]

Högtidsdräkt används bland annat vid akademiska och diplomatiska högtider, inom ordenssällskap och vid bröllop. Även om inte högtidsdräkt är påbjuden är folkdräkt lämpligt vid familjehögtider som dop och bröllop.

## Varianter
Om klädkoden benämns frack istället för högtidsdräkt utesluts högtidsuniform, folkdräkt och kaftan. Det enda alternativet för herrar blir då svart frack med vit väst, vit frackskjorta samt vit fluga. För damer blir det enda alternativet hellång balklänning i valfri färg. Klänningen skall vara fotsid och ej ha ärmar. Till klänningen kan man bära valfria tillbehör i form av en matchande sjal, eller långa handskar (dessa skall täcka armvecket).
Civil högtidsdräkt innebär att den militära högtidsuniformen är utesluten. Med andra ord frack, folkdräkt eller kaftan.    
Akademisk högtidsdräkt betyder frack med svart väst/kaftan för herrar, oavsett tid på dygnet, och svart långklänning för damer. Lämpligen kompletterat med eventuell doktorshatt, studentmössa eller teknologmössa. Akademisk högtidsdräkt bärs i regel vid akademiska ceremonier vid de större universiteten. I rena studentsammanhang kombineras fracken normalt av fakultetssymboler i form av så kallade frackband samt kår- och föreningsanknutna medaljer.